# Lista produktów tradycyjnych

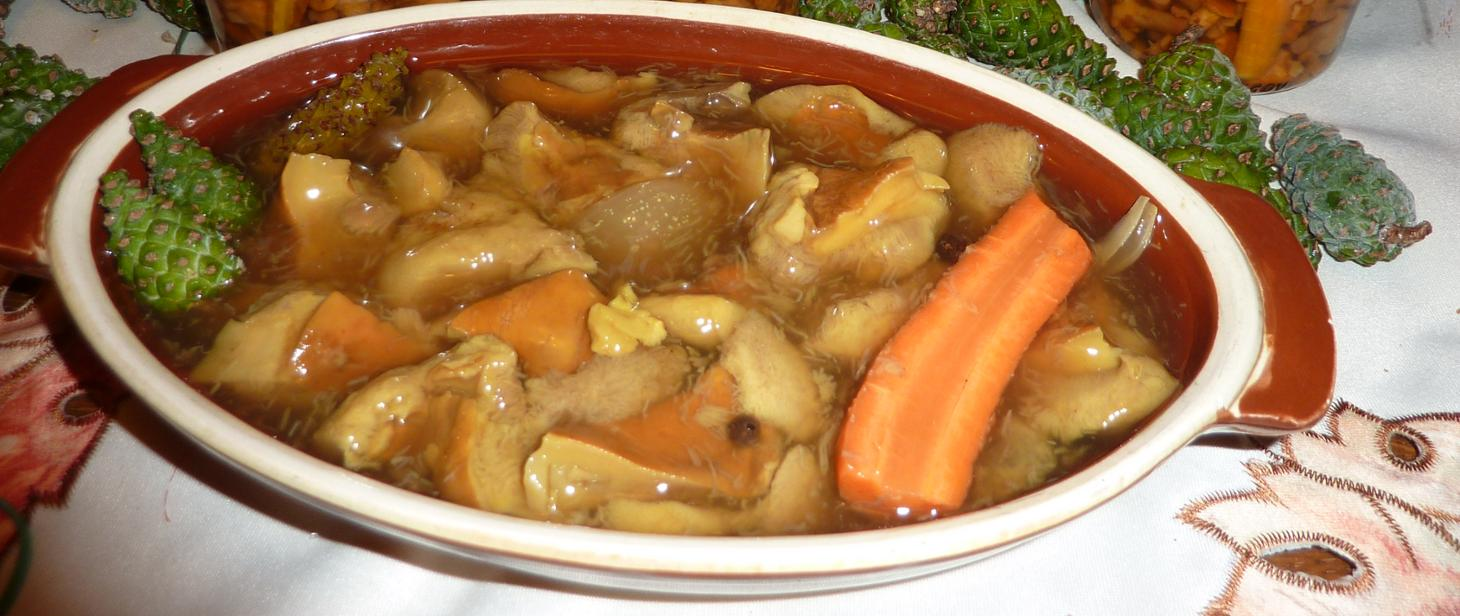
„Grzyby marynowane z szyszką”

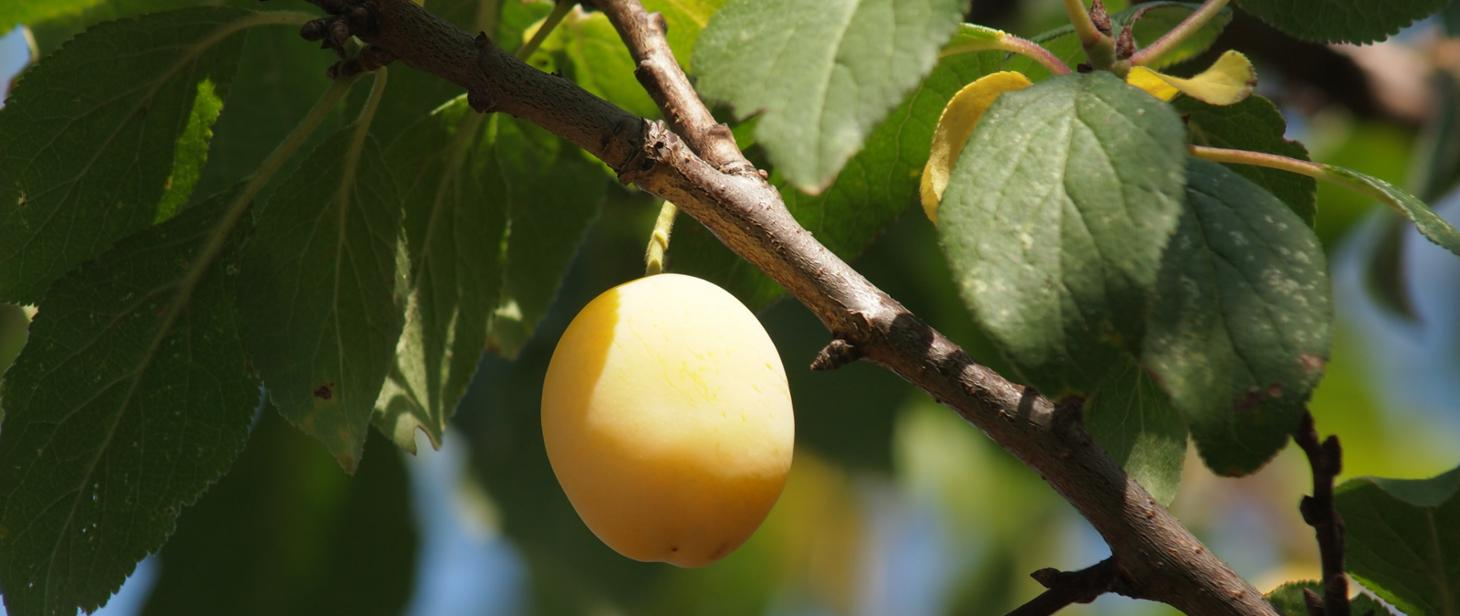
„Śliwka żniwka lipowska”

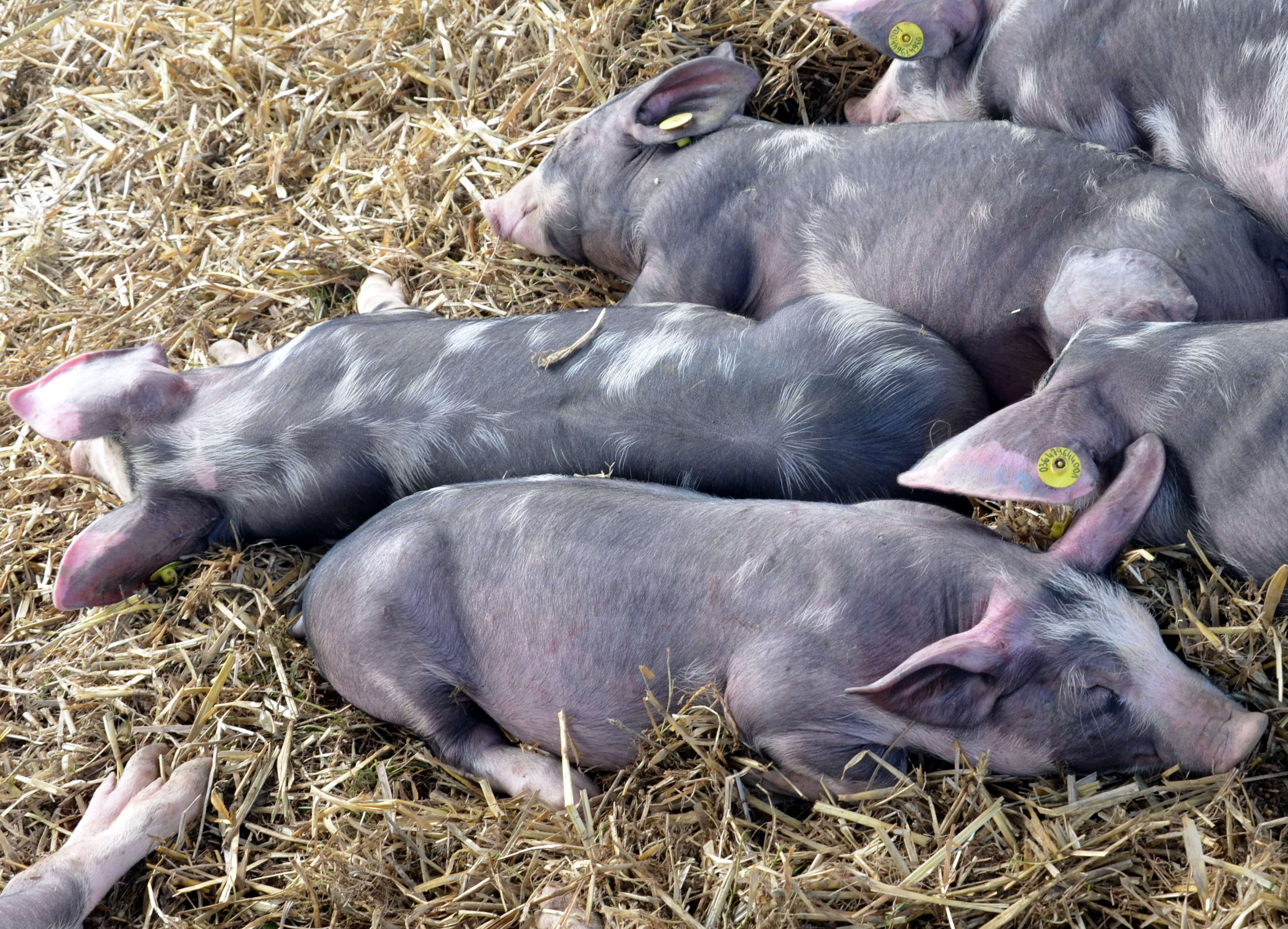
Złotnicka pstra (prosięta)

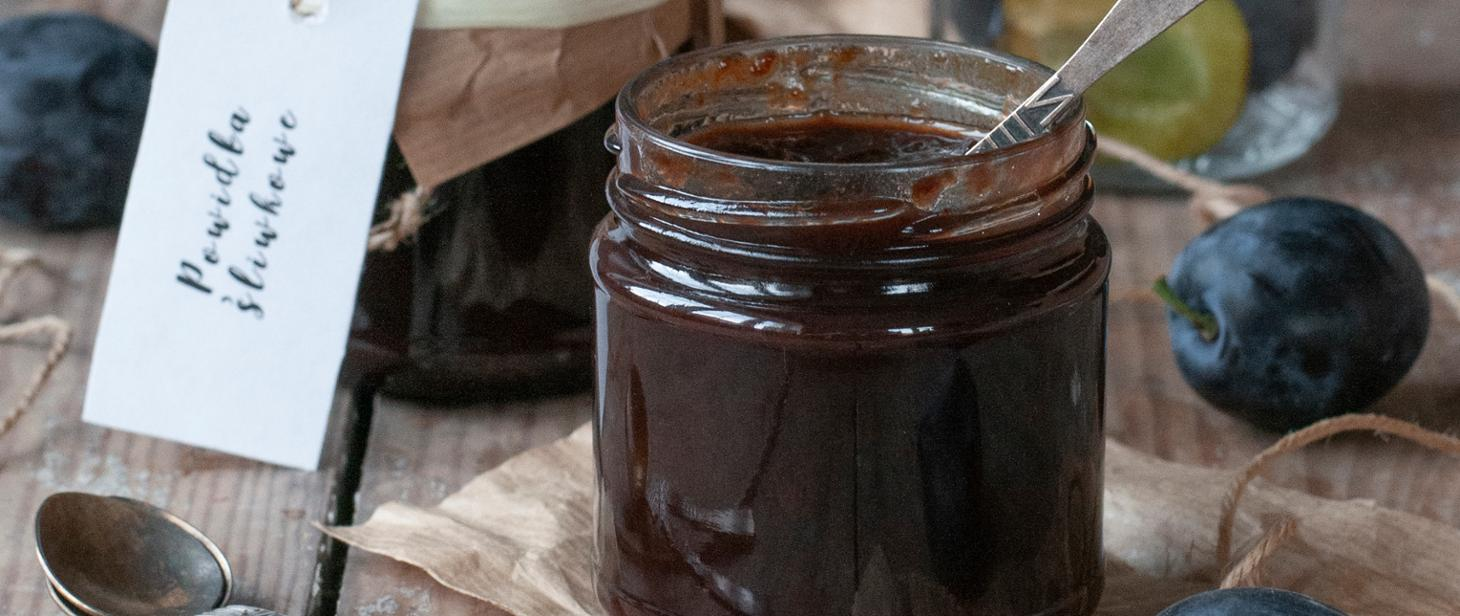
„Mazowieckie powidła śliwkowe”

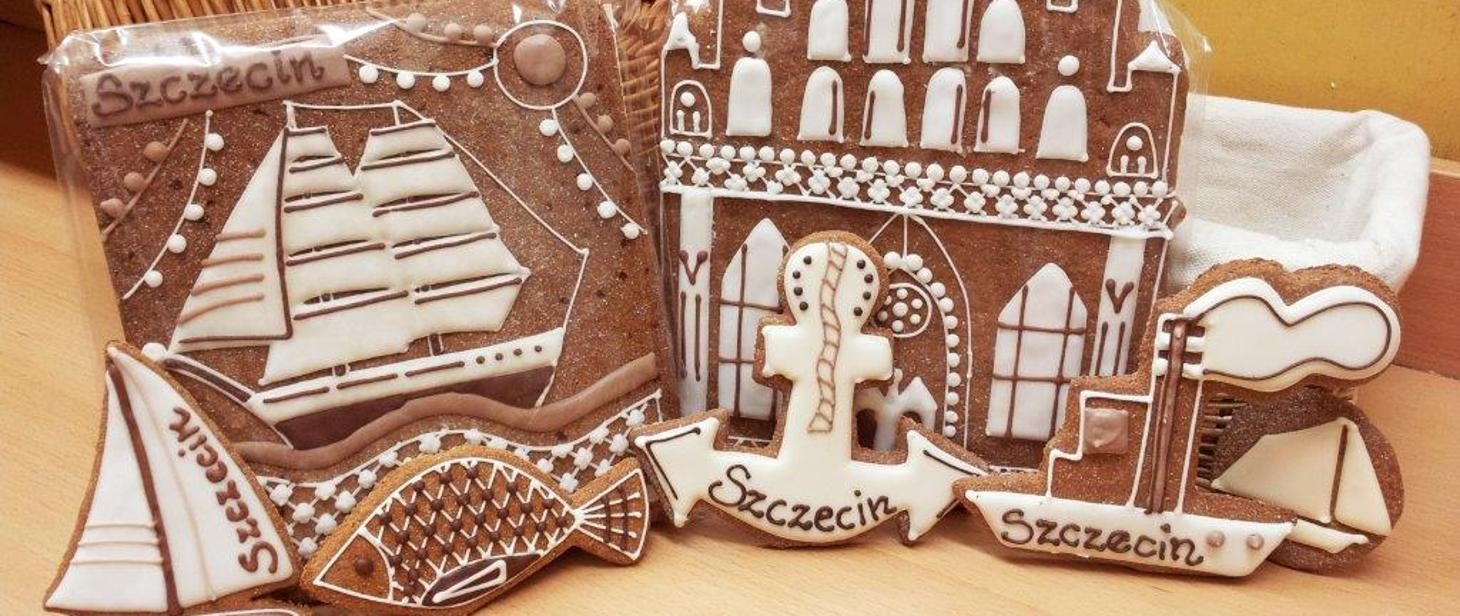
„Pierniki szczecińskie”

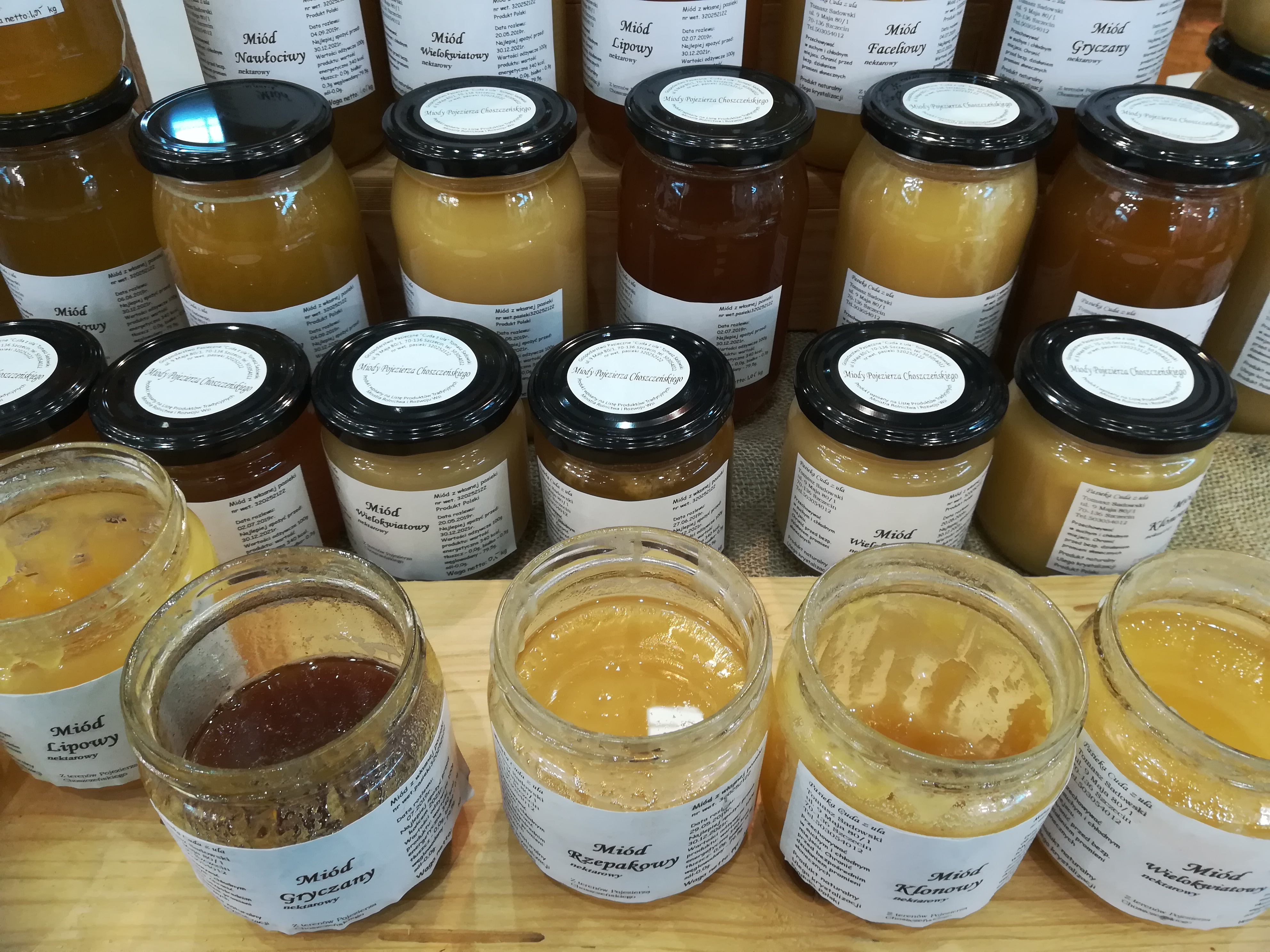
„Miody Pojezierza Choszczeńskiego”

Lista produktów tradycyjnych – lista prowadzona przez Ministra Rolnictwa i Rozwoju Wsi, zawierająca produkty, których jakość lub wyjątkowe cechy i właściwości wynikają ze stosowania tradycyjnych metod produkcji. Utworzona na mocy ustawy z dnia 17 grudnia 2004 o rejestracji i ochronie nazw i oznaczeń produktów rolnych i środków spożywczych oraz o produktach tradycyjnych, którą zastąpiła ustawa z dnia 9 marca 2023 r. o rejestracji i ochronie nazw pochodzenia, oznaczeń geograficznych oraz gwarantowanych tradycyjnych specjalności produktów rolnych i środków spożywczych, win lub napojów spirytusowych oraz o produktach tradycyjnych.

## Charakterystyka
Za tradycyjne uważa się metody wykorzystywane od co najmniej 25 lat. Wiek udowodnić należy za pomocą uźródłowionych przekazów książkowych, fotograficznych, czy nagraniowych. Gdy warstwa przekazu jest uboga, wnioskodawca przeprowadzić może badania etnograficzne, np. rozmowy ze starszymi osobami – świadkami spożycia danego specjału. Produkt ubiegający się o taki wpis (występuje o niego producent) powinien stanowić element tożsamości społeczności lokalnej i należeć do dziedzictwa kulturowego regionu, z którego pochodzi. Producenci nie nabywają żadnego prawa ani do ochrony, ani do promocji wpisanych produktów jako własnych, gdyż ochronie podlega sam produkt, a nie jego wytwórca. Za weryfikację wniosku o wpis produktu na listę produktów tradycyjnych odpowiedzialny jest marszałek danego województwa, który przed dokonaniem oceny zwraca się do izby gospodarczej, zrzeszającej producentów produktów regionalnych i tradycyjnych z prośbą o wyrażenie jej opinii. Następnie wniosek o wpis przesyłany jest do Ministra Rolnictwa i Rozwoju Wsi. Minister odpowiedzialny jest za prowadzenie i uaktualnianie Listy Produktów Tradycyjnych. Lista jest publikowana w Dzienniku Urzędowym Ministra (raz w roku) oraz na stronach internetowych Ministerstwa Rolnictwa i Rozwoju Wsi (na bieżąco). Na listę trafić mogą produkty mięsne (w tym rybne), mleczne, warzywa, owoce, wyroby piekarnicze i cukiernicze, oleje i tłuszcze, miody, napoje, dania gotowe i inne produkty.

## Lista w liczbach
Liczba wpisów na Listę produktów tradycyjnych według województw, stan na 30 lipca 2024:
- województwo dolnośląskie – 52
- województwo kujawsko-pomorskie – 102
- województwo lubelskie – 270
- województwo lubuskie – 84
- województwo łódzkie – 154
- województwo małopolskie – 232
- województwo mazowieckie – 169
- województwo opolskie – 81
- województwo podkarpackie – 254
- województwo podlaskie – 90
- województwo pomorskie – 187
- województwo śląskie – 146
- województwo świętokrzyskie – 96
- województwo warmińsko-mazurskie – 47
- województwo wielkopolskie – 98
- województwo zachodniopomorskie – 58

W sumie 2120 wpisów.